# Liste von Motorradmuseen
Dies ist eine Liste von Motorradmuseen:
Bei Museen ohne Artikel bei Wikipedia sollte ein Einzelnachweis angefügt werden. 
Deutschland:
- 1. Deutsches Motorrollermuseum, Kaub
- Auto- und Motorrad-Museum Pleidelsheim, Pleidelsheim
- AWD (Motorradhersteller), Düsseldorf
- Bikeschmiede Zilly, Zilly (Harz)[1]
- Burgmuseum für Zweiräder und Technik, Wetterzeube, Burgenlandkreis, Sachsen-Anhalt[2]
- Classic Superbikes Motorrad Museum im Glockenpalast, Gifhorn
- DDR Museum: Motorrad, Berlin
- Deutsches Zweirad- und NSU-Museum, Neckarsulm, Baden-Württemberg
- Eystruper Motorrad-Museumn „Im 2-Takt“, Eystrup zeigt 35 DKW-Motorräder[3]
- Jagdschloss Augustusburg, Sachsen
- Merks Motor Museum, Nürnberg
- Motorradausstellung Neuhausen/Erzgeb.
- Motorradmuseum Heiner Beckmann in Greffen, Kreis Gütersloh, Nordrhein-Westfalen
- Motorradmuseum Heinz Luthringshauser, Otterbach, Rheinland-Pfalz[4]
- Motorradmuseum Ibbenbüren, Nordrhein-Westfalen
- Motorradmuseum, Nürnberg
- Motorsportmuseum Hockenheimring, Baden-Württemberg
- Motorrad(T)Räume Schloss Wildeck, Zschopau, Sachsen[5]
- Motorrad-Veteranen und Technik-Museum, Großschönau, Sachsen
- Museum für sächsische Fahrzeuge
- Niederrheinisches Motorradmuseum, Moers-Asberg, Nordrhein-Westfalen
- PS-Speicher, Einbeck
- Saarländisches Zweiradmuseum
- Silberhorn Classics, Nürnberg
- Technische Sammlung Hochhut, Frankfurt
- Textil- und Rennsportmuseum, Sachsen
- Westerwald-Museum Motorrad & Technik, Rheinland-Pfalz
- Zündapp-Museum der Brauerei Zoller-Hof, Baden-Württemberg

England:
- Caister Castle

Österreich:
- Automobil- und Motorradmuseum Austria, Gramatneusiedl
- KTM Motohall, Mattighofen, siehe Pierer Mobility#KTM Motohall
- Oldtimermuseum Koller Heldenberg, Kleinwetzdorf-Heldenberg
- Nostalgie auf Rädern, Großklein
- Johann Puch Museum, Graz
- RRR Roller, Rollermobile & Wurlitzer, Eggenburg
- Puchmuseum Judenburg, Judenburg
- Oldtimerclub & Museum Poysdorf, Poysdorf
- Österreichisches Motorradmuseum, Sigmundsherberg
- Militärmuseum und Motorradsammlung, Rosenau am Sonntagberg
- Villacher Fahrzeugmuseum, Villach
- Vötters Fahrzeugmuseum, Kaprun
- Top Mountain Motorcycle Museum, Hochgurgl, Tirol
- Motorrolldie, Wien[6]

Schweiz:
- Motorradmuseum Hilti in Gossau, Kanton St. Gallen

Tschechien:
- Burg Kámen
- Muzeum historických motocyklů, Svratouch

USA:
- Barber Vintage Motorsports Museum, im Barber Motorsports Park, Birmingham (Alabama)

Zypern:
- Cyprus Classic Motorcycle Museum